# Binago
Binago is een gemeente in de Italiaanse provincie Como (regio Lombardije) en telt 4429 inwoners (31-12-2004). De oppervlakte bedraagt 6,9 km², de bevolkingsdichtheid is 708 inwoners per km².

## Demografie
Binago telt ongeveer 1694 huishoudens. Het aantal inwoners steeg in de periode 1991-2001 met 11,0% volgens cijfers uit de tienjaarlijkse volkstellingen van ISTAT.
| Jaar | Inwoneraantal |
| ---- | ------------- |
| 1991 | 3814          |
| 2001 | 4233          |

## Geografie
Binago grenst aan de volgende gemeenten: Beregazzo con Figliaro, Castelnuovo Bozzente, Malnate (VA), Solbiate, Vedano Olona (VA), Venegono Inferiore (VA), Venegono Superiore (VA).